# Olympische Sommerspiele 2016/Schießen – Trap (Männer)
Der Wettkampf im Trap der Männer bei den Olympischen Spielen 2016 in Rio de Janeiro fand am 7. und 8. August 2016 im Centro Nacional de Tiro statt. Josip Glasnović aus Kroatien wurde neuer Olympiasieger. Silber gewann der Italiener Giovanni Pellielo vor Edward Ling aus den Großbritannien.
Der Wettbewerb ging über drei Runden. Zunächst eine Qualifikationsphase, bei der jeder Schütze 5 Sätze à 25 Schuss abzugeben hatte. Die ersten drei Serien wurden dabei am ersten, die letzten beiden Serien am zweiten Tag abgegeben. Die sechs Schützen mit den meisten Treffern rückten in das Halbfinale vor, das wie die Finalphase auch am zweiten Wettkampftag stattfand. Bei Gleichstand entschied ein Shoot-off. Im Halbfinale und auch in der anschließenden Finalrunde wurde lediglich eine Serie mit 15 Schuss geschossen. Die ersten beiden des Halbfinales bestimmten im direkten Duell Gold- und Silbermedaillengewinner. In einem Schießen zwischen dem dritten und vierten des Halbfinales wurde die Bronzemedaille vergeben. Auch im Halbfinale und in der Finalrunde entschied ein Shoot-off bei Gleichstand zwischen zwei oder mehreren Athleten.

## Rekorde

### Bestehende Rekorde
| Qualifikationsrekorde | Qualifikationsrekorde | Qualifikationsrekorde | Qualifikationsrekorde          | Qualifikationsrekorde |
| --------------------- | --------------------- | --------------------- | ------------------------------ | --------------------- |
| Weltrekord            | Giovanni Pellielo     | 125                   | Nikosia, Zypern                | 1. April 1994         |
| Olympischer Rekord    | Michael Diamond       | 125                   | London, Vereinigtes Königreich | 6. August 2012        |

## Ergebnisse

### Qualifikation
| Rang | Athlet                | Nation                  | 1  | 2  | 3  | Tag 1 | 4  | 5  | Gesamt | Stechen | Anm. |
| ---- | --------------------- | ----------------------- | -- | -- | -- | ----- | -- | -- | ------ | ------- | ---- |
| 1    | Giovanni Pellielo     | Italien                 | 24 | 25 | 24 | 73    | 24 | 25 | 122    |         | Q    |
| 2    | Edward Ling           | Großbritannien          | 24 | 24 | 25 | 73    | 23 | 24 | 120    |         | Q    |
| 3    | Josip Glasnović       | Kroatien                | 25 | 22 | 25 | 72    | 25 | 23 | 120    |         | Q    |
| 4    | Ahmed Kamar           | Ägypten                 | 23 | 23 | 24 | 70    | 24 | 25 | 119    |         | Q    |
| 5    | David Kostelecký      | Tschechien              | 23 | 25 | 24 | 72    | 23 | 23 | 118    |         | Q    |
| 6    | Massimo Fabbrizi      | Italien                 | 25 | 25 | 25 | 75    | 21 | 22 | 118    |         | Q    |
| 7    | Alexei Alipow         | Russland                | 21 | 22 | 25 | 68    | 24 | 25 | 117    |         |      |
| 8    | Khaled al-Mudhaf      | Unabhängige Teilnehmer  | 24 | 24 | 22 | 70    | 22 | 25 | 117    |         |      |
| 9    | Giovanni Cernogoraz   | Kroatien                | 23 | 21 | 23 | 67    | 25 | 24 | 116    |         |      |
| 10   | Maxime Mottet         | Belgien                 | 23 | 22 | 23 | 68    | 24 | 24 | 116    |         |      |
| 11   | Vesa Törnroos         | Finnland                | 22 | 23 | 24 | 69    | 24 | 23 | 116    |         |      |
| 12   | Adam Vella            | Australien              | 24 | 22 | 23 | 69    | 21 | 25 | 115    |         |      |
| 13   | Yavuz İlnam           | Türkei                  | 24 | 23 | 24 | 71    | 20 | 24 | 115    |         |      |
| 14   | Abdulrahman al-Faihan | Unabhängige Teilnehmer  | 24 | 23 | 20 | 67    | 25 | 23 | 115    |         |      |
| 15   | Roberto Schmits       | Brasilien               | 24 | 24 | 23 | 71    | 21 | 23 | 115    |         |      |
| 16   | Manavjit Singh Sandhu | Indien                  | 23 | 23 | 22 | 68    | 25 | 22 | 115    |         |      |
| 17   | Alberto Fernández     | Spanien                 | 24 | 23 | 22 | 69    | 25 | 21 | 115    |         |      |
| 18   | Marián Kovačócy       | Slowakei                | 24 | 21 | 22 | 67    | 23 | 24 | 114    |         |      |
| 19   | Kynan Chenai          | Indien                  | 22 | 23 | 22 | 67    | 24 | 23 | 114    |         |      |
| 20   | Eduardo Lorenzo       | Dominikanische Republik | 22 | 22 | 24 | 68    | 24 | 22 | 114    |         |      |
| 21   | Erik Varga            | Slowakei                | 23 | 23 | 23 | 69    | 24 | 21 | 114    |         |      |
| 22   | Boštjan Maček         | Slowenien               | 22 | 22 | 22 | 66    | 24 | 23 | 113    |         |      |
| 23   | Glenn Kable           | Fidschi                 | 23 | 22 | 22 | 67    | 22 | 23 | 112    |         |      |
| 24   | Abdel-Aziz Mehelba    | Ägypten                 | 23 | 20 | 23 | 66    | 24 | 22 | 112    |         |      |
| 25   | Yang Kun-pi           | Chinesisch Taipeh       | 23 | 21 | 20 | 64    | 22 | 24 | 110    |         |      |
| 26   | Mitchell Iles         | Australien              | 20 | 23 | 22 | 65    | 22 | 23 | 110    |         |      |
| 27   | Danilo Caro           | Kolumbien               | 25 | 21 | 21 | 67    | 21 | 22 | 110    |         |      |
| 28   | Francisco Boza        | Peru                    | 22 | 20 | 20 | 62    | 24 | 23 | 109    |         |      |
| 29   | Erdinç Kebapçı        | Türkei                  | 24 | 18 | 24 | 66    | 22 | 20 | 108    |         |      |
| 30   | Mohamed Ramah         | Marokko                 | 22 | 18 | 24 | 64    | 21 | 21 | 106    |         |      |
| 31   | Fernando Borello      | Argentinien             | 21 | 22 | 18 | 61    | 21 | 23 | 105    |         |      |
| 32   | Stefano Selva         | San Marino              | 23 | 20 | 14 | 57    | 22 | 23 | 102    |         |      |
| 33   | João Paulo de Silva   | Angola                  | 21 | 18 | 22 | 61    | 18 | 19 | 98     |         |      |

### Halbfinale
| Platz | Athlet            | Nation         | Gesamt | Stechen | Nächste Runde |
| ----- | ----------------- | -------------- | ------ | ------- | ------------- |
| 1     | Josip Glasnović   | Kroatien       | 15     |         | Finale        |
| 2     | Giovanni Pellielo | Italien        | 14     |         | Finale        |
| 3     | David Kostelecký  | Tschechien     | 13     |         | Platz 3       |
| 4     | Edward Ling       | Großbritannien | 12     | 3       | Platz 3       |
| 5     | Ahmed Kamar       | Ägypten        | 12     | 2       | ausgeschieden |
| 6     | Massimo Fabbrizi  | Italien        | 11     |         | ausgeschieden |

### Platz 3
| Platz | Athlet           | Nation         | Gesamt | Stechen |
| ----- | ---------------- | -------------- | ------ | ------- |
| 3     | Edward Ling      | Großbritannien | 13     |         |
| 4     | David Kostelecký | Tschechien     | 9      |         |

### Finale
| Platz | Athlet            | Nation   | Gesamt | Stechen |
| ----- | ----------------- | -------- | ------ | ------- |
| 1     | Josip Glasnović   | Kroatien | 13     | 4       |
| 2     | Giovanni Pellielo | Italien  | 13     | 3       |